# 曽於警察署
曽於警察署（そおけいさつしょ）は、鹿児島県警察が管轄する警察署の一つである。

## 管轄区域
- 鹿児島県曽於市

## 所在地
- 鹿児島県曽於市大隅町中之内8951番地

## 手続き
- 運転免許の住所変更（手続き時間は8:30～16:00）

## 交番・駐在所
- 末吉交番（曽於市末吉町本町2丁目13番地1）
- 岩川交番（曽於市大隅町下窪町41番地）
- 財部交番（曽於市財部町南俣159番地3）
- 坂元駐在所（曽於市大隅町坂元495番地8）
- 恒吉駐在所（曽於市大隅町恒吉636番地3）
- 高岡駐在所（曽於市末吉町南之郷9892番地）